# Winfried Gogg
Winfried Gogg (* 22. Juni 1970 in Laupheim) ist ein deutscher Handballspieler und -trainer.
Der 1,85 Meter große Gogg war auf der Position des linken Außenspielers bei folgenden Vereinen tätig:
- Laupheim
- SC Vöhringen
- 1995/96–2000: TuS Schutterwald
- 2000/01–2001/02: Stralsunder HV[1]
- 2002/03: TSV Altensteig[2]

Mit der TuS Schutterwald spielte Gogg in der 1. Handball-Bundesliga.
Im November 2008 trainierte er zusammen mit Winfried Biberacher die TSG Ehingen, der Vertrag wurde bis zum Ende der Saison 2008/09 verlängert. Von Mai 2013 bis März 2015 war er Trainer des HV Rot Weiß Laupheim.
Gogg ist gelernter Bürokaufmann.

## Belege
1. ↑  Winfried Gogg … In: handewitter-rundschau.de. Ehemals im Original (nicht mehr online verfügbar); abgerufen am 17. Februar 2019. (Seite nicht mehr abrufbar. Suche in Webarchiven)
2. ↑  Uwe Priestersbach: Bericht TSV 2000 Rothenburg - TSV Altensteig. In: tsvaltensteig.de. Schwarzwälder Bote, 26. Oktober 2002, archiviert vom Original am 2. April 2015; abgerufen am 17. Februar 2019.
3. ↑  "Winne" Biberacher und Gogg trainieren nun die TSG. 8. November 2008, archiviert vom Original am 12. Februar 2013; abgerufen am 17. Februar 2019.
4. ↑  "Winne-Duo" macht weiter. Archiviert vom Original am 12. September 2012; abgerufen am 17. Februar 2019.
5. ↑  Joachim Mann: HRW und Winfried Gogg gehen getrennte Wege. In: hvrw-laupheim.de. 3. März 2015, abgerufen am 17. Februar 2019.
6. ↑  GegnerkaderTuS SchutterwaldSaison 1998/99. In: archiv.thw-handball.de. 14. Oktober 1999, abgerufen am 17. Februar 2019.

| Personendaten    | Personendaten                          |
| ---------------- | -------------------------------------- |
| NAME             | Gogg, Winfried                         |
| KURZBESCHREIBUNG | deutscher Handballspieler und -trainer |
| GEBURTSDATUM     | 22. Juni 1970                          |
| GEBURTSORT       | Laupheim                               |